# EUMM Gruzja

Baretka medalu
za EUMM Georgia.

Misja Obserwacyjna Unii Europejskiej w Gruzji – (EUMM Gruzja) (ang. European Union Monitoring Mission (EUMM) in Georgia) – cywilna misja obserwacyjna powołana na mocy decyzji Rady Europejskiej z 15 września 2008 r. w związku z ustaleniami nadzwyczajnego posiedzenia Rady z 1 września 2008 r. wywołanego wojną gruzińsko-rosyjską. Celem misji jest obserwowanie w rejonach Gruzji okupowanych przez Rosjan przebiegu realizacji 6-punktowego planu pokojowego z 12 sierpnia 2008 r. uzgodnionego przez prezydencję francuską UE z Prezydentem Rosji. Generalny cel misji zawiera się czterech zadaniach: stabilizacja, normalizacja, budowa zaufania i bieżące informowanie UE o stanie rzeczy w obserwowanych rejonach. Faza operacyjna misji przewidzianej wstępnie na 12 miesięcy rozpoczęła się 1 października 2008 r., kiedy w rejon stref buforowych wyznaczonych jednostronnie przez armię rosyjską wyruszyły pierwsze patrol.
Udział w misji biorą przedstawiciele (policjanci, żołnierze i cywile) z 24 krajów członkowskich Unii Europejskiej w liczbie 211 osób – ponad 150 obserwatorów działających w terenie oraz personel i dowództwo kwatery głównej misji w Tbilisi (Kwatera Główna – 58 osób). Dowództwa biur terenowych znajdują się w: Mcchecie – 43 osoby, Gori – 59 osób, i Zugdidi – 49 osób.
Przez dwa lata (lipiec 2011 – czerwiec 2013) szefem misji był Polak generał broni Andrzej Tyszkiewicz; który 25 kwietnia 2012 został przez władze abchaskie uznany za persona non grata.
Liczebność kontyngentów poszczególnych państw:

 Rumunia – 27 osób,

 Szwecja – 24 osoby,

 Finlandia – 15 osób,

 Polska – 15 osób (PZO),

 Węgry – 15 osób,

 Niemcy – 13 osób,

 Bułgaria – 12 osób,

 Czechy – 11 osób,

 Grecja – 11 osób,

 Wielka Brytania – 11 osób,

 Holandia – 8 osób,

 Dania – 7 osób,

 Austria – 6 osób,

 Litwa – 6 osób,

 Łotwa – 5 osób,

 Belgia – 4 osoby,

 Słowacja – 4 osoby,

 Cypr – 3 osoby,

 Estonia – 3 osoby,

 Irlandia – 3 osoby,

 Portugalia – 3 osoby,

 Chorwacja – 2 osoby,

 Włochy – 2 osoby,

 Hiszpania – 1 osoba,